# Ото I (Анхалт)
Вижте пояснителната страница за други личности с името Ото I.
Ото I фон Анхалт (на немски: Otto I von Anhalt; † 25 юни 1304) от род Аскани е княз на Анхалт-Ашерслебен от 1266 до 1304 г.
Той е първият син на княз Хайнрих II фон Анхалт-Ашерслебен (1215 – 1266) и Матилда фон Брауншвайг-Люнебург († 1295/1296), дъщеря на херцог Ото от Брауншвайг-Люнебург от фамилията Велфи.
След смъртта на баща му през 1266 г. Ото управлява Анхалт-Ашерслебен до 1283 г. заедно с по-малкия му брат е Хайнрих III († 1307) до 1270 г. под регенентството на майка му. През 1283 г. брат му става духовник и 1305 архиепископ на Магдебург, а Ото управлява сам до смъртта си.

## Фамилия
През 1283 г. Ото се жени за Хедвиг от Силезия (* ок. 1256, † сл. 14 декември 1300), дъщеря на херцог Хайнрих III Бяли от Бреслау, и вдовица на ландграф Хайнрих от Тюрингия († 1282), най-големият син на Алберхт II, марграф на Майсен. Те имат три деца:
- Ото II (* ок. 1260, † 24 юли 1315), княз на Анхалт-Ашерслебен
- София († сл. 1308), омъжва се на 1 юли 1308 г. за граф Улрих III фон Регенщайн-Хаймбург († 1322/1323)
- Елизабет († пр. 1306), омъжва се ок. 1300 за граф Фридрих фон Байхлинген-Ротенбург († 1331/1333)